# Mahmud Xah III Gudjarati
Mahmud Xah III (nascut Mahmud Khan) fou sultà de Gujarat, fill de Latif Khan (germà de Bahadiur Xah Gudjarati contra el que s'havia revoltat) i nebot de Bahadur Xah Gudjarati.
A la mort de Bahadur el 13 de febrer de 1536 el seu successor designat era el sultà de Khandesh Miran Muhàmmad Xah I que era fill d'una germana de Bahadur (i després al morir Raja Ahmad Xah era l'hereu legítim) pero Muhammad Zaman Mirza, un usurpador lodi, es va proclamar sultà aprofitant que era cunyat d'Humayun i al·legant que havia estat adoptat com a fill per la mare de Bahadur. Zaman Mirza no obstant no fou reconegut per la noblesa, Miran Muhammad va morir pel camí abans d'anar a ser coronat i Raja Ahmad mai va arribar a ser coronat o reconegut per la noblesa.
Mahmud Khan era un infant i degut a la invasió mogol de Gujarat el 1534 havia estat enviat sota custòdia del sultà de Khandesh de la dinastia farúquida; en el moment en què fou escollit pels nobles de Gujarat, el sultà de Khandesh era Miran Mubarak II, que reclamava també el tron de Gujarat; la noblesa va demanar l'enviament del jove a Gujarat per ser coronat però Mubarak el va retenir; els nobles gujaratis van haver d'enviar un exèrcit manat per Ikhtiyar Khan Siddiki que va derrotar l'exèrcit de Khandesh i va rescatar a Mahmud. Només tenia 11 anys i fou coronat com Mahmud Xah III Abu-l Futuhat Sad al-Din a Ahmadabad (8 d'agost de 1538) assolint la regència Ikhtiyar, competent però de maneres dictatorials.
El 1538 el sultà otomà, enfrontat als portuguesos a diversos llocs a l'oceà Índia, va enviar una flota per fer la guerra als lusitans a Diu que, manada per Saulayman Paixà (governador otomà d'Egipte) va arribar a la ciutat el 4 de setembre de 1538, però els gujaratis no hi van cooperar gaire pensant que els otomans podien ocupar el lloc dels portuguesos i l'atac turc a Diu va fracassar (octubre); la flota otomana va rebre una informació falsa que s'acostava la flota portuguesa des de Goa i es va retirar. Gujarat va fer la pau amb Portugal i es va acordar que un mur separaria la zona portuguesa de Diu amb el fort, de la resta de la ciutat.
Ikhtiyar aviat fou apartat per Muhafiz Khan i Darya Khan que el van assassinar. Després es va enfrontar els dos i Darya va sortir triomfant. El 1543 Mahmud III es va voler lliurar del seu regent Darya Khan i va demanar la protecció de Alam Khan Lodi feudatari de Dhanduka a uns 100 km al sud-oest d'Ahmedabad. Darya va intentar resistir i va seguir una batalla en la qual el regent fou derrotat i va haver de fugir a Mandi, però llavors el poder va passar a Alam Khan Lodi i Mahmud III va quedar altre cop relegat.
El 1545 va convèncer a un noble rebel de fer la guerra a Alam Khan i per fi va assolir personalment el poder. Va construir un fort a Surat i el 1546 va atacar Diu que va quedar assetjada durant vuit mesos, però la mort del general gujarati Khwadja Safar i l'arribada de reforços portuguesos de Goa va salvar als assetjats, i l'11 de novembre de 1546 el governador João de Castro va poder dominar tota Diu i tots els musulmans foren massacrats incloent els presoners; el 1547 els portuguesos van saquejar Bharoc i van fer una altra massacre.
El 1546 Mahmud III va establir la seva capital a Mahmudabad. En aquest mateix any va tacar Diu que fou defensada amb èxit pel governador portuguès João de Castro el qual va fer diverses mnatances per la costa del Gujarat com a revenja; considerant que els portuguesos eren invencibles, va fer les paus i els va concedir alguns beneficis comercials. El 1548 Mahmud III va fer venir a Asaf Khan, al que Bahadur Xah havia enviat amb el seu tresor i el seu l'harem a la Meca, i el va nomenar regent suprem al front d'una guàrdia personal de 12.000 mercenaris estrangers. El 1551 va intentar envair Malwa però la revolta d'alguns senyors rajputs ho van impedir. La rebel·lió fou sufocada i les terres dels senyors rajputs confiscades.
Estava planejant anar a Mandu en ajut de l'emperador Humayun, però el 15 de febrer de 1554 fou assassinat al palau amb els deu principals nobles del país entre els quals el regent suprem Asaf Khan, per Burhan al-Din, cortesà ofès per una qüestió personal (un càstig). L'assassí es va voler proclamar sultà, però la resta dels nobles van aixecar les seves forces i el van derrotar. El sultà no havia deixat hereu mascle (ja que per no tenir rivals va fer avortar a totes les dones que havia deixat embarassades) i els nobles van proclamar a un nen de nom Radj l-Mult, rebesnet d'Ahmad I, amb el nom de Ahmad Xah III. Alguns nobles es van fer independents als seus jagirs.
Era incompetent i cruel, però generós amb el poble al qual donava robes i fusta per escalfar-se a l'hivern i fins i tot aixoplug. Era també un sobirà culte. La seva major obra fgou el parc dels cervols (Aukhana) a Mahmudabad, amb 1500 hectàrees, on vivien diverses espècies d'animals. Va construir altres edificins i jardins notables i li agradava passar el temps en companyia de dones especialment maques amb les que jugava al polo o anava de cacera.

## Referència
M.S. Comissariat, History of Gujarat, Londres 1928, reedició Bombai 1957